# Морра, Марио
Ма́рио Мо́рра (англ. Mario Morra, род. 8 сентября 1953 года) — канадский бывший профессиональный игрок в снукер. В последнее время играет в пул, также на профессиональном уровне.

## Карьера
Первый профессиональный снукерный турнир, который сыграл Марио в Великобритании, был чемпионат мира 1980 года — тогда он проиграл в квалификационных раундах. На этом же соревновании, только в 1984 он достиг своего лучшего результата в снукере — выхода в 1/16 финала (в матче за выход в 1/8 он уступил своему соотечественнику Клиффу Торбурну, 9:10). В 1989 Марио сыграл в финальной стадии Гран-при. Свой последний матч в рамках мэйн-тура Морра провёл в 1995 году на ЧМ. После завершения профессиональной снукерной карьеры он стал играть в пул и достиг в этой игре значимых результатов — в частности, в 2008 он занял второе место на открытом чемпионате Канады по «девятке».
Высший рейтинг Марио Морра в снукере — 35-й.